# Kanton Châtillon-sur-Chalaronne
Der Kanton Châtillon-sur-Chalaronne ist ein französischer Wahlkreis im Département Ain in der Region Auvergne-Rhône-Alpes. Er umfasst 26 Gemeinden im Arrondissement Bourg-en-Bresse, sein bureau centralisateur ist in Châtillon-sur-Chalaronne. Im Rahmen der landesweiten Neuordnung der französischen Kantone wurde er im Frühjahr 2015 erweitert.

## Gemeinden
Der Kanton besteht aus 26 Gemeinden mit insgesamt 31.157 Einwohnern (Stand: 1. Januar 2022) auf einer Gesamtfläche von 356,67 km²:
| Gemeinde                        | Einwohner 1. Januar 2022 | Fläche km² | Dichte Einw./km² | Code INSEE | Postleitzahl |
| ------------------------------- | ------------------------ | ---------- | ---------------- | ---------- | ------------ |
| Châtillon-sur-Chalaronne        | 5.154                    | 17,98      | 287              | 01093      | 01400        |
| Condeissiat                     | 815                      | 21,64      | 38               | 01113      | 01400        |
| Dompierre-sur-Chalaronne        | 453                      | 4,78       | 95               | 01146      | 01400        |
| Garnerans                       | 685                      | 8,57       | 80               | 01167      | 01140        |
| Genouilleux                     | 675                      | 4,08       | 165              | 01169      | 01090        |
| Guéreins                        | 1.503                    | 4,51       | 333              | 01183      | 01090        |
| Illiat                          | 696                      | 20,37      | 34               | 01188      | 01140        |
| L’Abergement-Clémenciat         | 859                      | 15,95      | 54               | 01001      | 01400        |
| La Chapelle-du-Châtelard        | 391                      | 13,37      | 29               | 01085      | 01240        |
| Marlieux                        | 1.186                    | 16,85      | 70               | 01235      | 01240        |
| Mogneneins                      | 824                      | 8,57       | 96               | 01252      | 01140        |
| Montceaux                       | 1.202                    | 10,03      | 120              | 01258      | 01090        |
| Montmerle-sur-Saône             | 3.798                    | 4,16       | 913              | 01263      | 01090        |
| Neuville-les-Dames              | 1.540                    | 26,59      | 58               | 01272      | 01400        |
| Peyzieux-sur-Saône              | 656                      | 8,66       | 76               | 01295      | 01140        |
| Romans                          | 628                      | 22,32      | 28               | 01328      | 01400        |
| Saint-André-le-Bouchoux         | 427                      | 9,32       | 46               | 01335      | 01240        |
| Saint-Didier-sur-Chalaronne     | 2.969                    | 24,98      | 119              | 01348      | 01140        |
| Saint-Étienne-sur-Chalaronne    | 1.625                    | 20,99      | 77               | 01351      | 01140        |
| Saint-Georges-sur-Renon         | 214                      | 5,66       | 38               | 01356      | 01400        |
| Saint-Germain-sur-Renon         | 262                      | 15,80      | 17               | 01359      | 01240        |
| Saint-Paul-de-Varax             | 1.637                    | 25,97      | 63               | 01383      | 01240        |
| Sandrans                        | 578                      | 29,02      | 20               | 01393      | 01400        |
| Sulignat                        | 605                      | 10,80      | 56               | 01412      | 01400        |
| Thoissey                        | 1.644                    | 1,34       | 1.227            | 01420      | 01140        |
| Valeins                         | 131                      | 4,36       | 30               | 01428      | 01140        |
| Kanton Châtillon-sur-Chalaronne | 31.157                   | 356,67     | 87               | 0108       | –            |

Bis zur Neuordnung bestand der Kanton Châtillon-sur-Chalaronne aus den 16 Gemeinden L’Abergement-Clémenciat, Biziat, Chanoz-Châtenay, Châtillon-sur-Chalaronne, Chaveyriat, Condeissiat, Dompierre-sur-Chalaronne, Mézériat, Neuville-les-Dames, Romans, Saint-André-le-Bouchoux, Saint-Georges-sur-Renon, Saint-Julien-sur-Veyle, Sandrans, Sulignat und Vonnas. Sein Zuschnitt entsprach einer Fläche von 252,56 km2. Er besaß vor 2015 den INSEE-Code 0110.

## Einwohnerzahlen
| Bevölkerungsentwicklung | Bevölkerungsentwicklung |
| Jahr                    | Einwohner               |
| ----------------------- | ----------------------- |
| 1962                    | 10.816                  |
| 1968                    | 11.289                  |
| 1975                    | 12.413                  |
| 1982                    | 13.606                  |
| 1990                    | 14.626                  |
| 1999                    | 15.602                  |
| 2006                    | 17.821                  |
| 2011                    | 18.698                  |

## Politik
| Vertreter im conseil général des Départements | Vertreter im conseil général des Départements | Vertreter im conseil général des Départements |
| Amtszeit                                      | Name                                          | Partei                                        |
| --------------------------------------------- | --------------------------------------------- | --------------------------------------------- |
| 1998–2015                                     | Yves Clayette                                 | UMP                                           |
| 2015–2021                                     | Yves Clayette Muriel Luga Giraud              | UD                                            |